# فالفيردي دي لا فيرا
بلدية فالفيردي دي لا فيرا (بالإسبانية: Valverde de la Vera)‏، هي بلدية تقع في مقاطعة قصرش والتي تقع في منطقة إكستريمادورا، غرب إسبانيا.
يبلغ عدد سكانها 504 نسمة وفقاً لإحصائية سنة (2002).